# Odlotowa podróż
Odlotowa podróż (tytuł oryg. Getting There) – amerykański film fabularny z 2003 roku z udziałem sióstr Olsen.

## Opis fabuły
Taylor (Ashley Olsen) i Kylie (Mary-Kate Olsen), siostry-bliźniaczki, postanawiają z okazji swoich szesnastych urodzin wybrać się wspólnie samochodem na zimowe igrzyska w Salt Lake City w stanie Utah. Podczas postoju ich Ford Mustang pada łupem złodziei. Dziewczęta nie rezygnują jednak i ruszają w dalszą drogę autostopem. Jak się okaże, nie będą mogły narzekać na brak przygód.